# 신조하라역
신조하라역(일본어: 新所原駅 신죠하라에키[*])은 일본 시즈오카현에 있는 도카이 여객철도와 덴류하마나코 철도의 철도역이다.
시즈오카 현 안에 있는 도카이도 본선의 역들 중 가장 서쪽에 있는 역으로, 근처에 아이치현과의 경계가 있다.

## 도카이 여객철도
2면 3선 구조의 지상역이다. 다만 3번선은 거의 사용하지 않고 있다.
와시즈역이 관리하는 업무 위탁역으로, 영업은 도카이 교통 사업이 대신 하고 있다.

### 승강장
| 1 | ■ 도카이도 본선 | 하마마쓰 · 시즈오카 방면 |               |
| 2 | ■ 도카이도 본선 | 도요하시 · 나고야 방면   |               |
| 3 | (예비 승강장)   | (예비 승강장)            | (예비 승강장) |

## 덴류하마나코 철도
단식 1면 1선 구조의 지상역이다. 직영역이다.

### 승강장
| 1 | ■ 덴류하마나코 선 | 밋카비 · 덴류후타마타 · 가케가와 방면 |

## 역사
- 1936년 2월 13일 - 일본국유철도 도카이도 본선 와시즈 역 ~ 후타가와 역 사이에 신호장으로 개업. 같은 해 12월 1일 역이 되었다.
- 1987년 3월 15일 - 후타마타 선을 제3섹터에게 넘기는 형식으로 덴류하마나코 철도의 역이 개업.
- 1987년 4월 1일 - 민영화에 따라 일본국유철도의 신조하라 역이 도카이 여객철도의 소속이 되었다.
- 2008년 3월 1일 - 도카이 여객철도의 신조하라 역에서 TOICA의 사용이 개시되었다.

## 인접역
| 도카이 여객철도 도카이도 본선     | 도카이 여객철도 도카이도 본선 | 도카이 여객철도 도카이도 본선 |
| --------------------------------- | ----------------------------- | ----------------------------- |
| 와시즈 하마마쓰·시즈오카 방면     | ■ 도카이도 본선               | 후타가와 도요하시·나고야 방면 |
| 덴류하마나코 철도 덴류하마나코 선 |                               |                               |
| 아스모마에 가케가와 방면          | ■ 덴류하마나코 선             | 시·종착역                     |